# لخنيس
اللُّخْنِيس هو نبات يمتلك زهرا قرنفليا أو أبيض اللون.